# Dyakia
Dyakia is een geslacht van weekdieren uit de  familie van de Dyakiidae.

## Soorten
- Dyakia braammorrisi P.B. Sarasin & K.F. Sarasin, 1894
- Dyakia busanensis H.H. Godwin-Austen, 1891[1]
- Dyakia chlorosoma Vermeulen, Liew & Schilthuizen, 2015[2]
- Dyakia clypeus A. Mousson, 1857
- Dyakia densestriata M.M. Schepman, 1896
- Dyakia duumvirorum F. Haas, 1951
- Dyakia granaria F.S. Bock, 1881
- Dyakia hugonis (L. Pfeiffer, 1863)
- Dyakia intradentata H.H. Godwin-Austen, 1891[1]
- Dyakia janus (H.H. Beck, 1837)
- Dyakia kintana (J.J.M. de Morgan, 1885)
- Dyakia lahatensis J.J.M. de Morgan, 1885
- Dyakia lindstedti (L. Pfeiffer, 1856)
- Dyakia mackensiana L.F.A. Souleyet, 1841
- Dyakia martensiana (L.F.A. Souleyet, 1841)
- Dyakia mindainensis (F.S. Bock, 1881)
- Dyakia moluensis Godwin-Austen, 1891[1]
- Dyakia regalis (W.H. Benson, 1850)
- Dyakia retrosa (A.A. Gould, 1844)
- Dyakia rumphii G. von dem Busch, 1842
- Dyakia salangensis (E.C. Von Martens, 1883)
- Dyakia smithiana (G.P.L.K. Gude, 1903)
- Dyakia subdebilis E.A. Smith, 1895
- Dyakia sumatrensis (E.C. Von Martens, 1867)